# 黃策
黃策（1540年—1593年），字嘉猷，號澄泉，陝西西安府咸寧縣（今屬西安市）匠籍山西蒲州人，明朝政治人物。

## 生平
陝西鄉試第四十三名。隆慶五年（1571年）辛未科進士。吏部觀政，次年，任河南尉氏縣知縣。明神宗萬曆四年（1576年），升南京刑部主事，五年降为六安州知州，十五年升南京工部员外郎，升郎中，二十年累官直隸保定府（今河北省保定市）知府，次年卒。

## 家族
曾祖父黃鵬；祖父黃孟塤，壽官；父黃世魁，十品散官。母朱氏；繼母孟氏。慈侍下。